# JP Saxe
Jonathan Percy Starker Saxe, professionellt känd som JP Saxe, född 23 mars 1993 i Toronto, Ontario, är en kanadensisk musiker och singer-songwriter. Han är mest känd för att ha samarbetat med sångerskan Julia Michaels och gjort låten "If the World Was Ending" som släpptes den 17 oktober 2019.